# Chromonephthea variabilis
Chromonephthea variabilis är en korallart som beskrevs av van Ofwegen 2005. Chromonephthea variabilis ingår i släktet Chromonephthea och familjen Nephtheidae. Inga underarter finns listade i Catalogue of Life.